# Die Seilschaft
Die Seilschaft ist eine 1992 gegründete deutsche Rockband aus Berlin. Bekannt wurde sie ursprünglich als Begleitband des 1998 gestorbenen Liedermachers Gerhard Gundermann. Seit 2008 ist sie mit dem neuen Frontmann Christian Haase als eigenständige ostdeutsche Rockband wiedervereinigt und hat mehrere neue Alben veröffentlicht.

## Geschichte

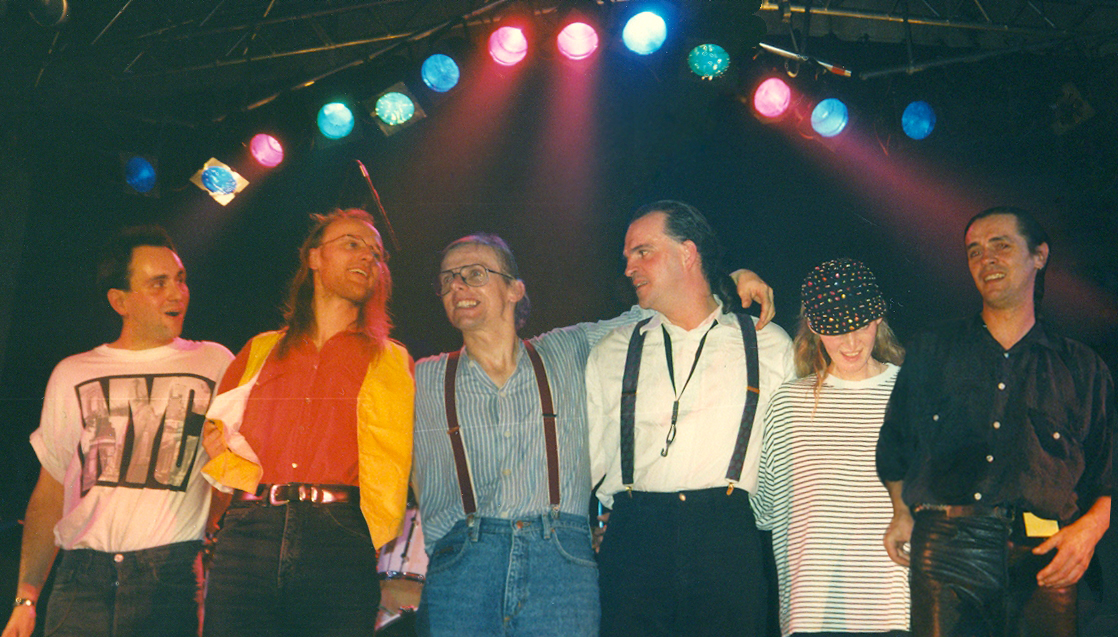
Gundermann & Seilschaft 1993 im Kesselhaus der Kulturbrauerei Berlin

1992, kurz nach den Aufnahmen zum Album Einsame Spitze, suchte Gerhard Gundermann nach einer neuen eigenen Band, um dieses Album live auf die Bühne zu bringen. Das war die Initialzündung von Gundermann & Seilschaft in Berlin.
Die Schlagzeugerin Tina Powileit, die in den 1980er Jahren als Gründungsmitglied zur Rockband Mona Lise gehört und 1987 als Schauspielerin im DEFA-Film Die Alleinseglerin debütiert hatte, bildete mit ihrem Partner Thomas Hergert am Bass das Fundament dieser neuen Band. Dazu kam Mario Ferraro als Gitarrist, den Gundermann schon von der Band Die Wilderer kannte, wo auch Powileit als Aushilfe für Delle Kriese Schlagzeug gespielt hatte, welcher wiederum später in ihrer schwangerschaftsbedingte Pause zwischenzeitlich wieder zu Gundermann stieß. Michael Nass, als Teenager bei P 16 und später auch bei Veronika Fischer, kam als Keyboarder und Organist dazu, während Andreas Wieczorek mit seinen Folk-Einflüssen die Band als Saxophonist und Flötist komplettierte. Der Sound dieser Rockband namens „Seilschaft“ war geprägt von Einflüssen der E Street Band Bruce Springsteens, beinhaltete aber auch viele Elemente der traditionellen Folkmusik.
Nach dem Abschluss der Tournee nutzten Gundermann & Seilschaft 1993 eine Einladung von Rio Reiser nach Fresenhagen, um sich dort auf das folgende Album der 7te Samurai vorzubereiten. Neben den Konzerten wurden nun auch etliche Songs mit Gundermann gemeinsam geschrieben. So waren Michael Nass und Mario Ferraro als Komponisten bei den folgenden drei Studioalben beteiligt und wirkten teilweise auch als Produzenten bzw. Co-Produzenten mit. Bis zu Gundermanns Tod im Juni 1998 spielte die Band viele Konzerte in Deutschland und nahm Studioalben und Live-Konzerte mit Gundermann auf, die auf dem Label Buschfunk erschienen sind.
Gundermann & Seilschaft erhielten den Jahrespreis der Liederbestenliste des SWR und den Preis der Deutschen Schallplattenkritik. Sie spielten in den 90er Jahren im Vorprogramm der Tourneen von Bob Dylan und Joan Baez in Deutschland.

„Wir waren keine Band, sondern eine Lebenshaltung. Wir fühlen uns amputiert, Gundermann kann niemand ersetzen.“

Powileit, Hergert und Tourmanagerin Paula Seibel wehrten sich juristisch gegen die Verbreitung des posthumen Gundermann-Albums Live Stücke 1.

## Ab 2008
Nach Gundermanns Tod 1998 dauerte es zehn Jahre, bis die Seilschaft wieder gemeinsam auf einer Bühne stand. Erst beim Gedenkkonzert „Alle oder Keiner“ in der Berliner Columbiahalle 2008, bei dem viele Künstler musikalisch an den 10. Todestag Gundermanns erinnerten, stand die Band wiedervereint auf der Bühne. Als Sänger und Gitarrist war nun der Liedermacher/Musiker Christian Haase eingestiegen und komplettierte damit die neue Seilschaft.
In den vergangenen Jahren hatten die Bandmitglieder jeweils eigene Projekte begonnen oder waren in andere Bands eingestiegen. Mario Ferraro und Andreas Wieczoreck hatten mit weiteren Musikern die Band Polkaholix gegründet. Michael Nass war 1999 bei der Kölner Band BAP von Wolfgang Niedecken eingestiegen und arbeitet seitdem auch für viele andere Künstler als Songschreiber und Produzent. Tina Powileit hatte den Leipziger Musiker Christian Haase kennengelernt, nahm Alben auf und tourte mit ihm durch Deutschland. 2007 verstarb der Bassist der Band, Thomas Hergert, so dass Christoph Frenz dessen Position ab 2008 übernahm. Auch er hatte schon Ende der 1980er Jahre Gundermann mit der Band Die Wilderer musikalisch unterstützt. Die Seilschaft spielte viele Konzerte und Tourneen mit den Originalsongs aus dem Gesamtwerk von Gundermann. Nach dem Erfolg des preisgekrönten Kinofilms „Gundermann“ 2018 wurde die Band 2019 vom Bayerischen Rundfunk eingeladen, als Laudator den Bayerischen Filmpreis an den Hauptdarsteller Alexander Scheer zu überreichen.
Zu den Feierlichkeiten „30 Jahre Mauerfall“ am 9. November 2019 spielte die Band auf Einladung der Stadt Berlin ein Konzert auf dem Alexanderplatz. Im Frühjahr 2020 veröffentlichte die Seilschaft auf dem Label hTMV die DVD/2CD LIVE IN BERLIN!. Der Mitschnitt des Konzerts beinhaltet 25 Songs als Querschnitt der bisher veröffentlichten Studioalben von Gundermann aus den 90er Jahren.
Im Februar 2021 veröffentlichte die Seilschaft die erste Single Dein Paket aus dem gleichnamigen neuen Album. Im April wurde die zweite Single Hand aufs Herz vorgestellt. Im Juni 2021 erschien dann das Studioalbum Dein Paket. Nach vielen positiven Rezensionen in den Medien und diversen TV-Auftritten ging die Band auf Tour – zusammen mit dem preisgekrönten Gundermann-Film.
Im November 2023 ging die Seilschaft wieder ins Studio, um zum 30-jährigen Jubiläum ihres ersten Albums mit Gundermann, alle Songs nochmals neu aufzunehmen. Als Gäste waren diesmal Wolfgang Niedecken und Uwe Hassbecker mit dabei. Das Album mit dem Titel SAMURAI 30/7 erschien am 1. März 2024.

## Auszeichnungen
- 1994: Gundermann & Seilschaft erhielten den Jahrespreis der Liederbestenliste für den Song Sehnsucht nach dem Rattenfänger.
- 1995: Preis der Deutschen Schallplattenkritik für das Album Frühstück für immer

## Veröffentlichungen

### Studioalben
- 1993: Der 7te Samurai – CD + Vinyl
- 1995: Frühstück für immer – CD
- 1997: Engel über dem Revier – CD
- 1999: Unplugged (Silly und Gundermann & Seilschaft) – CD
- 2000: Live-Stücke 1 – CD
- 2008: Alle oder Keiner – Tribut an Gerhard Gundermann – CD
- 2020: Live in Berlin! – 2CD
- 2021: Dein Paket – CD
- 2021: Unplugged (Silly und Gundermann & Seilschaft) – 3-fach Vinyl Edition
- 2023: Frühstück für immer + Engel über dem Revier – 2-fach Vinyl Edition
- 2024: SAMURAI 30/7 (mit Wolfgang Niedecken und Uwe Hassbecker) – CD
- 2025: Der 7te Samurai – 2-fach Vinyl Edition mit Einsame Spitze

### Singles
- 2021: Dein Paket, Single-Download, Streaming
- 2021: Hand aufs Herz, Single-Download, Streaming
- 2023: Wenn man liebt – Single-Download, Streaming
- 2023: Der Drops ist gelutscht – Single-Download, Streaming

### Video / DVD
- 1999: Silly und Gundermann & Seilschaft Unplugged
- 1998: Gundermann & Seilschaft, Konzert im Berliner Tränenpalast
- 2008: Alle oder Keiner – Tribut an Gerhard Gundermann
- 2020: Live in Berlin!
- 2021: Dein Paket – die Single
- 2021: Hand aufs Herz – die Single
- 2023: Wenn man liebt – die Single
- 2024: Kann dich nicht mehr leiden – die Single

### Liederbücher
- Gundermann. Das Liederbuch. Herausgegeben von Mario Ferraro. Buschfunk Musikverlag, Berlin 1996, ISBN 3-931925-34-X (42 Gundermann-Lieder mit Noten und Texten).
- Gundermann. Das Liederbuch 2. Herausgegeben von Mario Ferraro. Buschfunk Musikverlag, Berlin 1999, ISBN 3-931925-35-8 (weitere 49 Gundermann-Lieder mit Noten und Texten).

### Filme
- 1999: Gundermann – Ende der Eisenzeit, Dokumentarfilm von Richard Engel
- 2018: Gundermann, Kinofilm von Andreas Dresen, mehrfach ausgezeichnet mit dem Deutschen Filmpreis
- 2019: Gundermann Revier, Dokumentarfilm von Grit Lemke, nominiert für den Grimme-Preis